# دوسژان کارتیکوف
دوسژان کارتیکوف (انگلیسی: Doszhan Kartikov؛ زادهٔ ۲۴ مه ۱۹۸۹) یک کشتی‌گیر اهل قزاقستان است. 
از افتخارات وی میتوان به کسب برنز وزن ۷۵ کیلوگرم کشتی فرنگی در مسابقات قهرمانی کشتی جهان ۲۰۱۵ اشاره کرد.
وی در سال ۲۰۱۶ میلادی در المپیک ۲۰۱۶ ریو در وزن ۷۵ کیلو حاضر بود که در مسابقه اول زوراب داتوناشویلی از گرجستان را شکست داد اما در دور بعد به الوین مورسالیف آذربایجانی باخت و با توجه به حذف این کشتی گیر در دور بعد، از دور رقابت ها کنار رفت.